# Maurice aux Jeux olympiques
Maurice participe aux Jeux olympiques depuis 1984 et a envoyé des athlètes à chaque Jeux depuis cette date. Le pays n'a jamais participé aux Jeux d'hiver. 
Le pays a remporté 1 médaille de bronze.
Le Comité national olympique de Maurice a été créé en 1971 et a été reconnu par le Comité international olympique (CIO) en 1972.

## Médailles
| Médaille | Nom         | Jeux       | Sport | Compétition |
| -------- | ----------- | ---------- | ----- | ----------- |
| Bronze   | Bruno Julie | Pékin 2008 | Boxe  | Poids coqs  |